# Chemins de fer départementaux de la Côte-d'Or

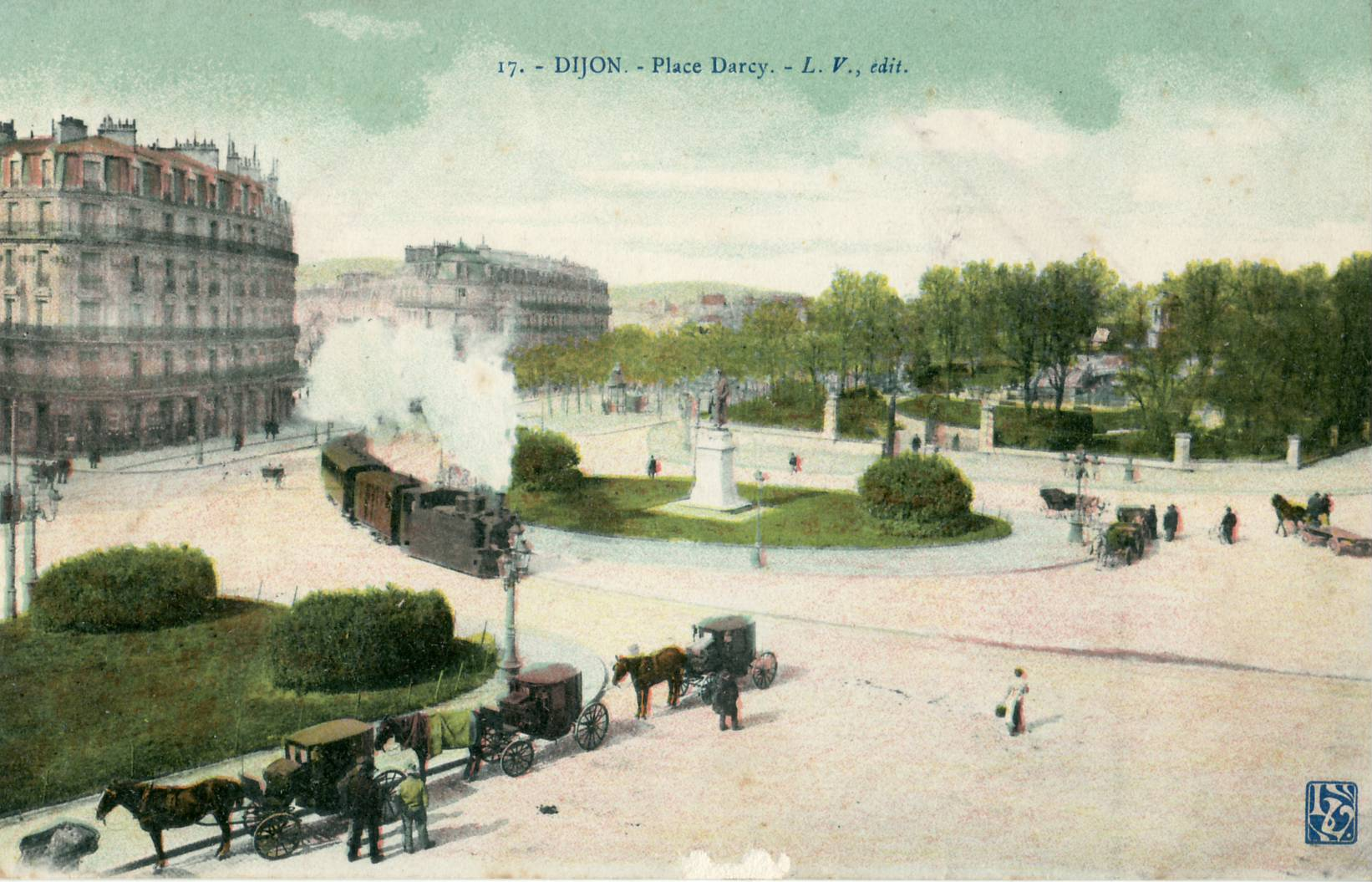
Rame traversant la place Darcy

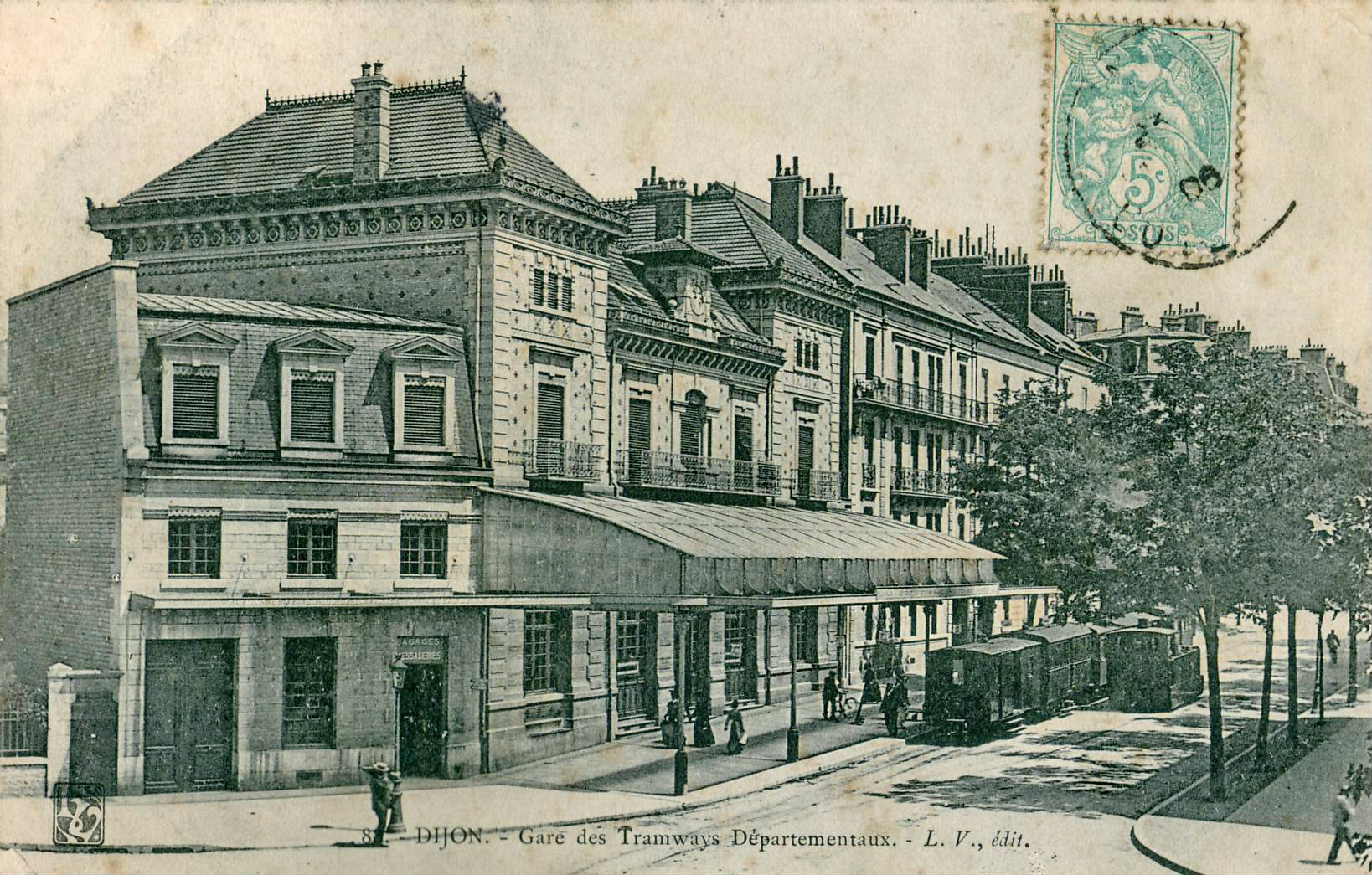
La gare de Dijon-Sévigné, vers la Place Darcy...

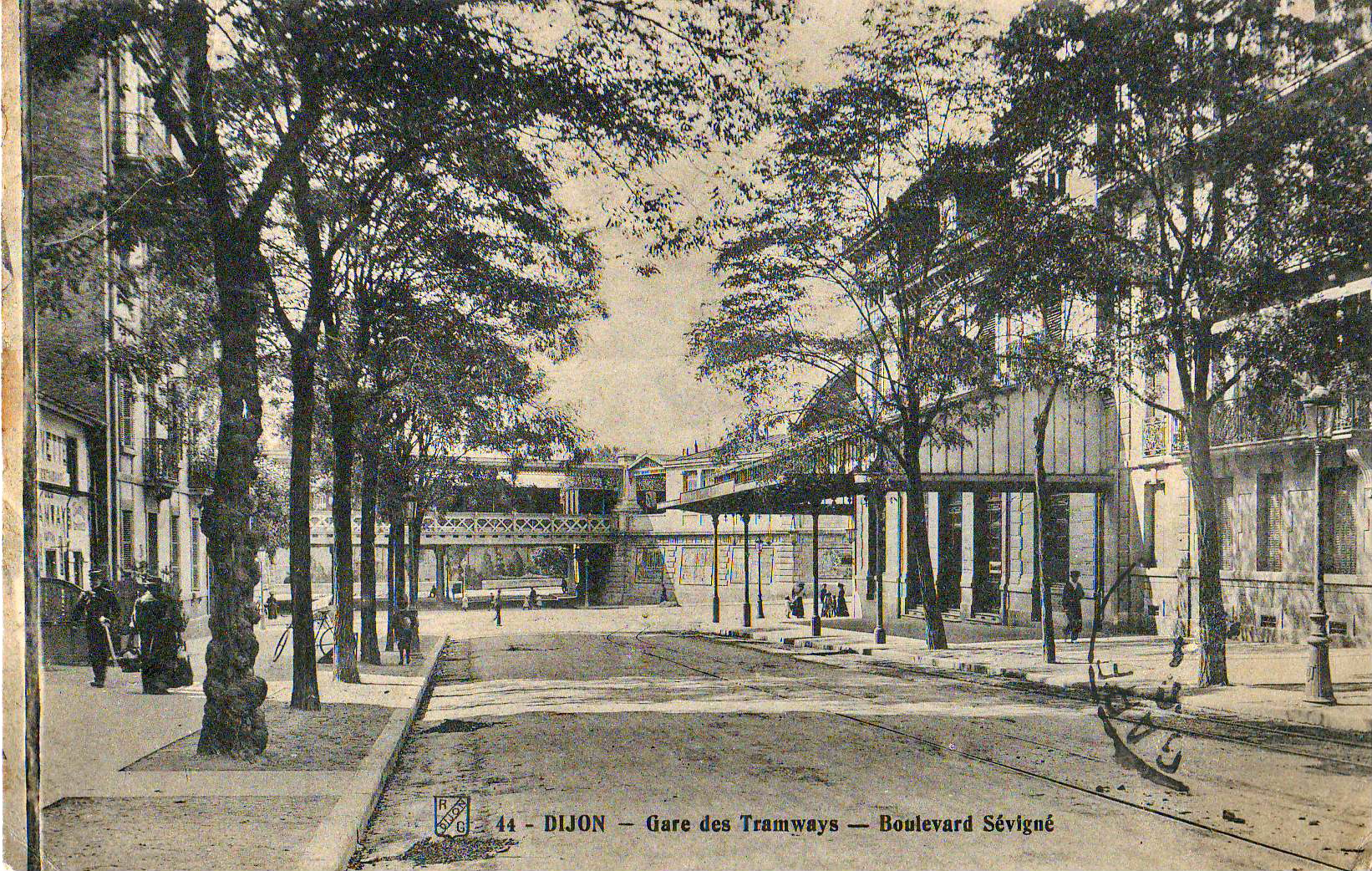
... et vers le pont du PLM

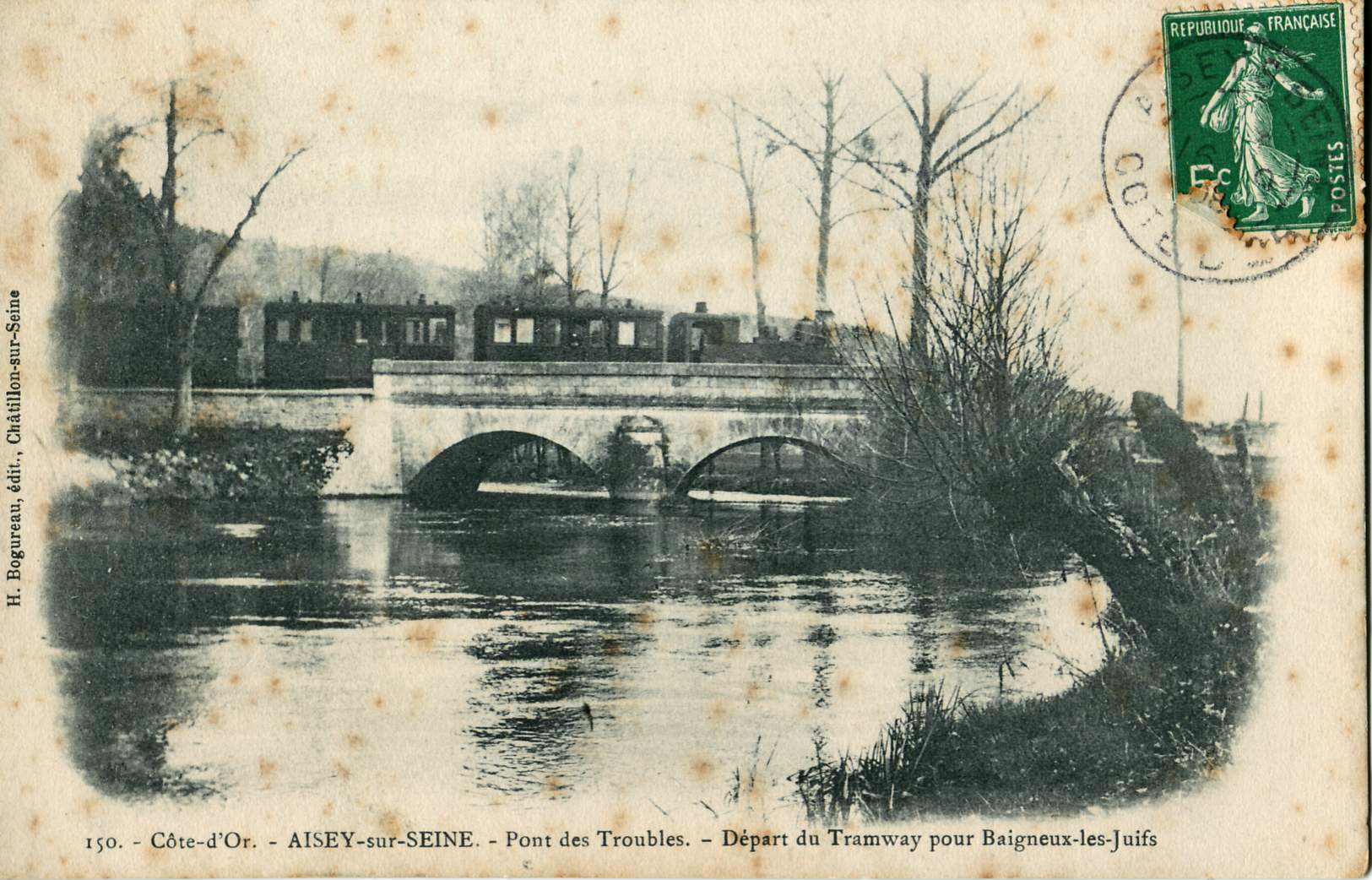
Rame sur la Seine à Aisey-sur-Seine pour Baigneux-les-Juifs

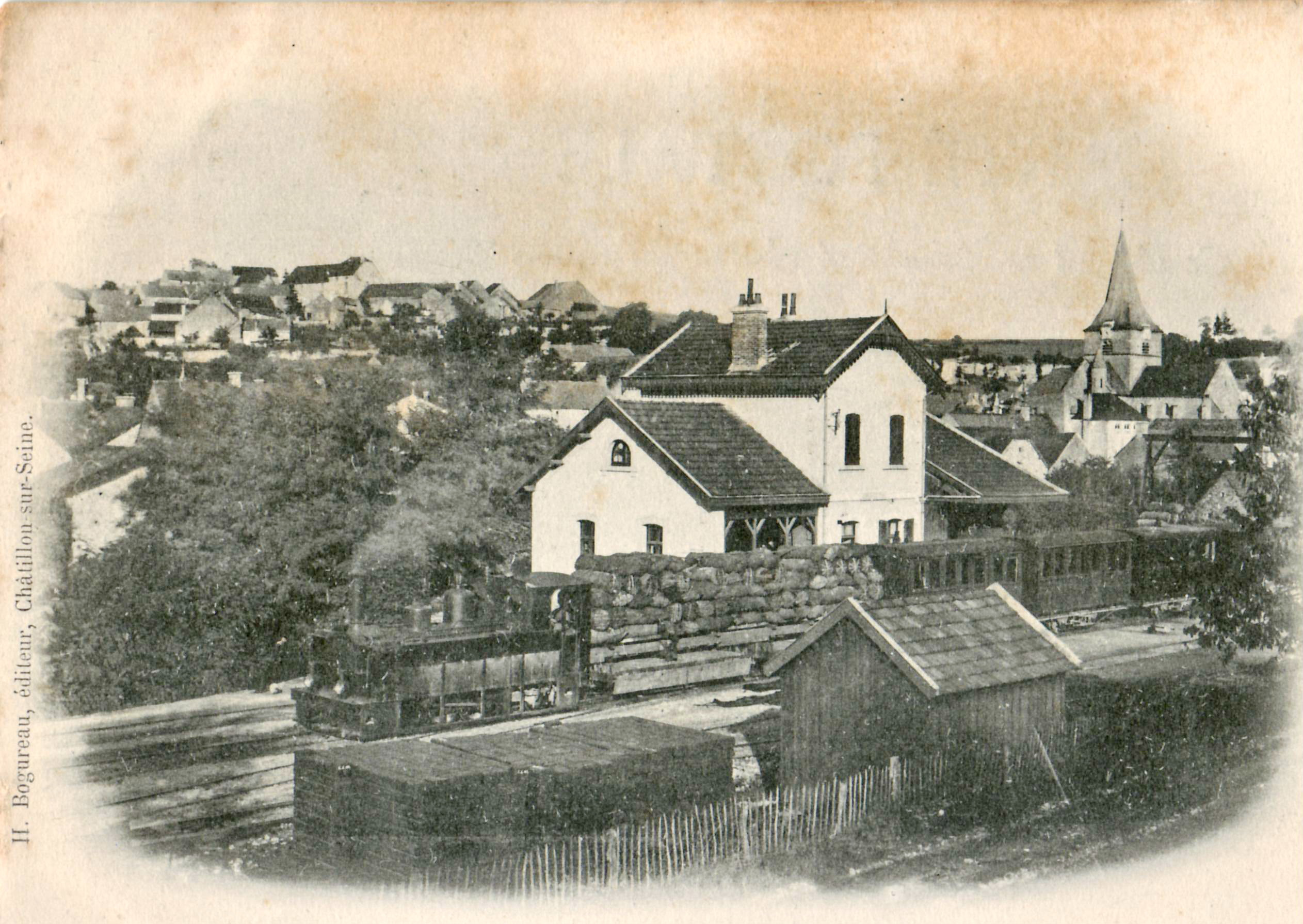
Rame marchandises-voyageurs en gare d'Aignay-le-Duc, sur la ligne Dijon-Porte-Neuve - Chatillon-sur-Seine

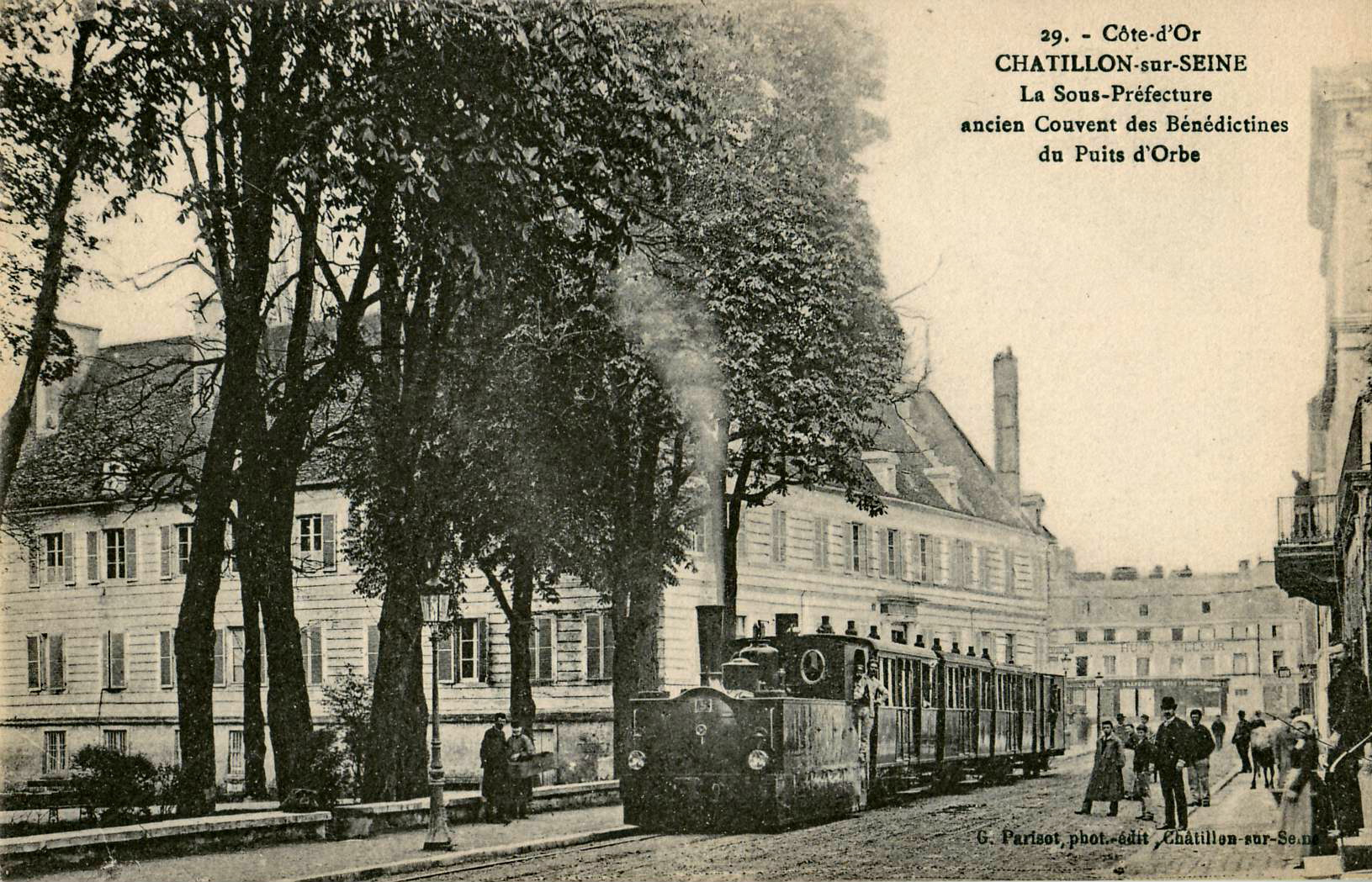
De 1891 à 1933 : la ligne de chemin de fer secondaire à voie métrique reliant Châtillon à Aignay-le-Duc.

Les Chemins de fer départementaux de la Côte-d'Or (CDCO), forment à leur apogée, en 1922, un réseau à voie métrique de 357,9 km, avec de nombreuses sections sur route, les lignes s'étendent dans tout le département de la Côte-d'Or, le centre du réseau est la ville de Dijon, chef-lieu du département.

## Histoire
La concession des premières lignes à voie métrique de ce réseau fut accordée au département de la Côte-d'Or par décret du 11 décembre 1888, qui déclara d'utilité publique les lignes de Dijon à Fontaine-Française, Arnay-le-Duc à Beaune, Semur-en-Auxois à Saulieu et Châtillon-sur-Seine à Aignay-le-Duc.
À cette date, le département avait déjà rétrocédé l'ensemble de ce que l'on appela par la suite le premier réseau à M. Chassin, auquel la Compagnie des Chemins de Fer du Sud de la France (S.F.) se substitua par décret du 23 mai 1889. Ce dernier resta néanmoins directeur de l'exploitation au cours des premières années d'existence des lignes.
La construction, entamée dès 1889, et menée activement, permit l'ouverture du premier réseau au premier semestre 1891. Celui-ci se révéla déficitaire dès la première année d'exploitation, et la situation ne s'améliora guère par la suite. La timide progression des recettes kilométriques ne permettait pas de compenser les importantes dépenses, générées par des tronçons isolés les uns des autres.
Le département se préoccupa rapidement de l'extension du réseau, malgré une charge financière annuelle non négligeable. Cette démarche visait à rationaliser l'exploitation, mais également à satisfaire les élus départementaux, qui réclamaient en cette fin de XIXe siècle l'arrivée de moyens de transport modernes dans leurs cantons.
Ainsi, le décret du 23 juillet 1892 déclarait-il d'utilité publique le deuxième réseau, avec le prolongement de Fontaine-Française vers Mornay, qui devait permettre aux populations proches de la Haute-Saône de se rendre plus facilement sur Dijon, la liaison de Saulieu à Arnay-le-Duc, qui assurerait la jonction des deux lignes du Sud du département, et l'embranchement de Vaurois à Baigneux-les-Juifs.
Une nouvelle fois, on mena efficacement les travaux d'infrastructure, et l'année 1895 vit l'ouverture de l'ensemble des lignes citées. Celles-ci se révélèrent être encore moins rentables que les précédentes, et le département vit rapidement enfler le déficit d'exploitation.
En parallèle, les relations avec l'exploitant se dégradèrent, compte tenu du déficit chronique, et de ses prétentions financières, au titre des travaux complémentaires réalisés chaque année, alors que ceux-ci résultaient en partie de sa sous-estimation d'une partie des besoins initiaux.
Malgré de nombreuses querelles, en 1896-1897, dues au manque de matériel roulant, le Conseil général continua néanmoins à travailler avec le Sud-France, et il lui confia la gestion des lignes des troisième et quatrième réseaux. Celles-ci comprenaient le prolongement de Mornay vers Champlitte (Haute-Saône), objet du décret d'utilité publique du 17 août 1899, et la ligne de Dijon à Saint-Seine-l'Abbaye (D.U.P. du 15 mars 1899).
Cette fois-ci, les travaux durèrent plus longtemps, et les populations attendirent la deuxième moitié de l'année 1903 avant de voir fonctionner ces nouveaux tronçons. Une fois encore, la rentabilité du réseau ne s'améliora pas.
Ainsi, alors que le département continuait à se préoccuper de la réduction des coûts d'exploitation, qu'on espérait pouvoir obtenir avec le raccordement des diverses lignes déjà en activité, ainsi que par la mise en service d'automotrices, l'exploitant émit des prétentions financières jugées irrecevables, au moment des discussions sur la concession du cinquième réseau.
Le Conseil général vota en conséquence en 1908 le rachat de la concession, décision sanctionnée par décret du 1er février 1909. Le département reprit l'exploitation en régie directe des lignes à partir du 1er janvier 1910, à titre provisoire. Cela permit de réduire les coûts d'exploitation, mais pas de rendre bénéficiaire le réseau, dont les lignes manquaient de productivité.
Le décret du 17 novembre 1910 déclara d'utilité publique le cinquième réseau, qui comportait des lignes de jonctions, avec Saint-Seine-l'Abbaye à Aignay-le-Duc, Dijon à Beaune par l'arrière-côte, avec embranchement de Meuilley à Nuits-Saint-Georges, et une liaison entre Saulieu et Bordes-Bricard, qui devait permettre de constituer une relation plus directe de Dijon à Saulieu.
Seule la ligne la plus au Nord eut le temps d'ouvrir en 1913-1914, avant que la première guerre mondiale ne vînt arrêter les chantiers des deux autres. Les réquisitions militaires opérées entre 1915 et 1918 eurent raison des rails déjà posés sur ces tronçons, et on démonta même la ligne de Vaurois à Baigneux-les-Juifs à l'automne 1918, très peu de temps avant la fin du conflit.
La dégradation des conditions économiques, et l'amélioration de celles du travail, à partir de 1919, firent exploser rapidement le déficit, alors qu'il se maintenait jusque-là dans des proportions acceptables. La ligne de Vaurois à Baigneux-les-Juifs rouvrit néanmoins en 1919, et on acheva celle de Dijon à Beaune en 1921. À cause des difficultés de l'entrepreneur chargé de la pose de la voie, l'embranchement de Meuilley à Nuits-St-Georges ne commença à être exploité qu'en 1922.
La ligne de Saulieu à Bordes-Bricard devint quant à elle un serpent de mer dans les finances départementales. Objet de nombreux débats à chaque nouvelle session du Conseil général, elle demeura inachevée. Les rails avaient pourtant fini par être reposés entre Saulieu et Pouilly-en-Auxois, et il avait même été demandé en 1931 la mise en exploitation de cette section. On démonta finalement la voie dans les années qui suivirent, alors que seuls quelques trains de chantier l'avaient empruntée.
En parallèle, le département, désireux d'essayer d'autre modes de traction, finançait l'achat d'un autorail De Dion-Bouton avec l'aide de l'État en 1924. Celui-ci resta cantonné sur l'embranchement de Nuits-Saint-Georges, où il évitait la mise en marche de trains vapeur.
Malgré les résultats encourageants enregistrés par cette première expérience, le Conseil général ne parvint pas à se décider pour un mode traction en particulier, malgré les nombreuses études rédigées à ce sujet jusqu'en 1930 (électrification, tracteurs Diesel, autorails à accumulateurs, etc.).
Finalement, il se tourna vers la Société générale des transports départementaux (S.G.T.D.), qui exploitait diverses lignes de cars en Côte-d'Or depuis le début des années 1920. Celle-ci proposa un essai d'exploitation mixte par la route et le rail entre Beaune et Semur, qui débuta à l'automne 1932.
Les résultats favorables recueillis au bout d'une année entraînèrent la généralisation de l'abandon de la voie ferrée, qui se déroula dès 1933-1934 pour les voyageurs. Certains tronçons, où le trafic marchandises demeurait important, survécurent jusqu'en 1936-1939.
Alors que la plupart des lignes étaient déjà fermées, le département mettait en service en 1935 un nouvel autorail à moteur Diesel. Celui-ci permit seulement d'exploiter économiquement le tronçon entre Aignay-le-Duc et Saint-Seine-l'Abbaye, dans une région où l'état des routes ne permettait pas un emploi efficace des autobus.
À la fin de l'année 1939, les dernières lignes, qui étaient en passe d'être déclassées, connurent un regain d'activité avec le déclenchement de ce qui allait devenir la Seconde Guerre mondiale. On réactiva ainsi les liaisons de Dijon à Aignay-le-Duc et Fontaine-Française au cours de l'été 1940, avec le peu de matériel roulant dont on disposait encore.
Faute de voitures pour les voyageurs, en quasi-totalité démolies entre 1937 et 1939, les passagers de cette sombre période durent se contenter de simples planches posées dans les wagons de marchandises. Le service organisé ne venait de toutes les façons qu'en appoint de celui assuré par la route, et ne prétendit jamais le suppléer.
Le sursis accordé par les années de guerre s'acheva entre 1946 et 1948, dès que le département eut réussi à reconstituer son parc automobile.

## Les lignes

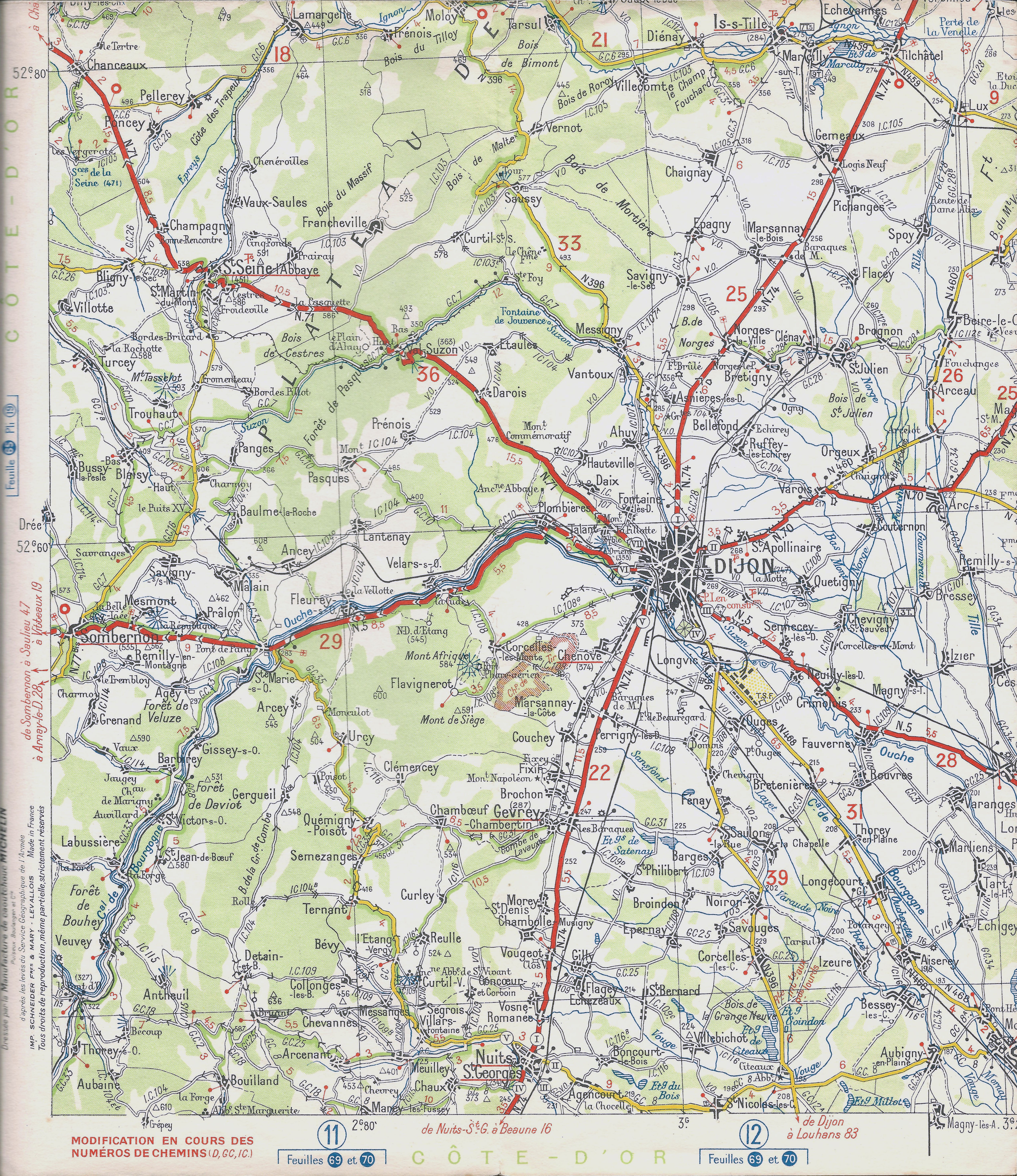
Carte Michelin nr 66 avec les lignes départementales à partir de Dijon

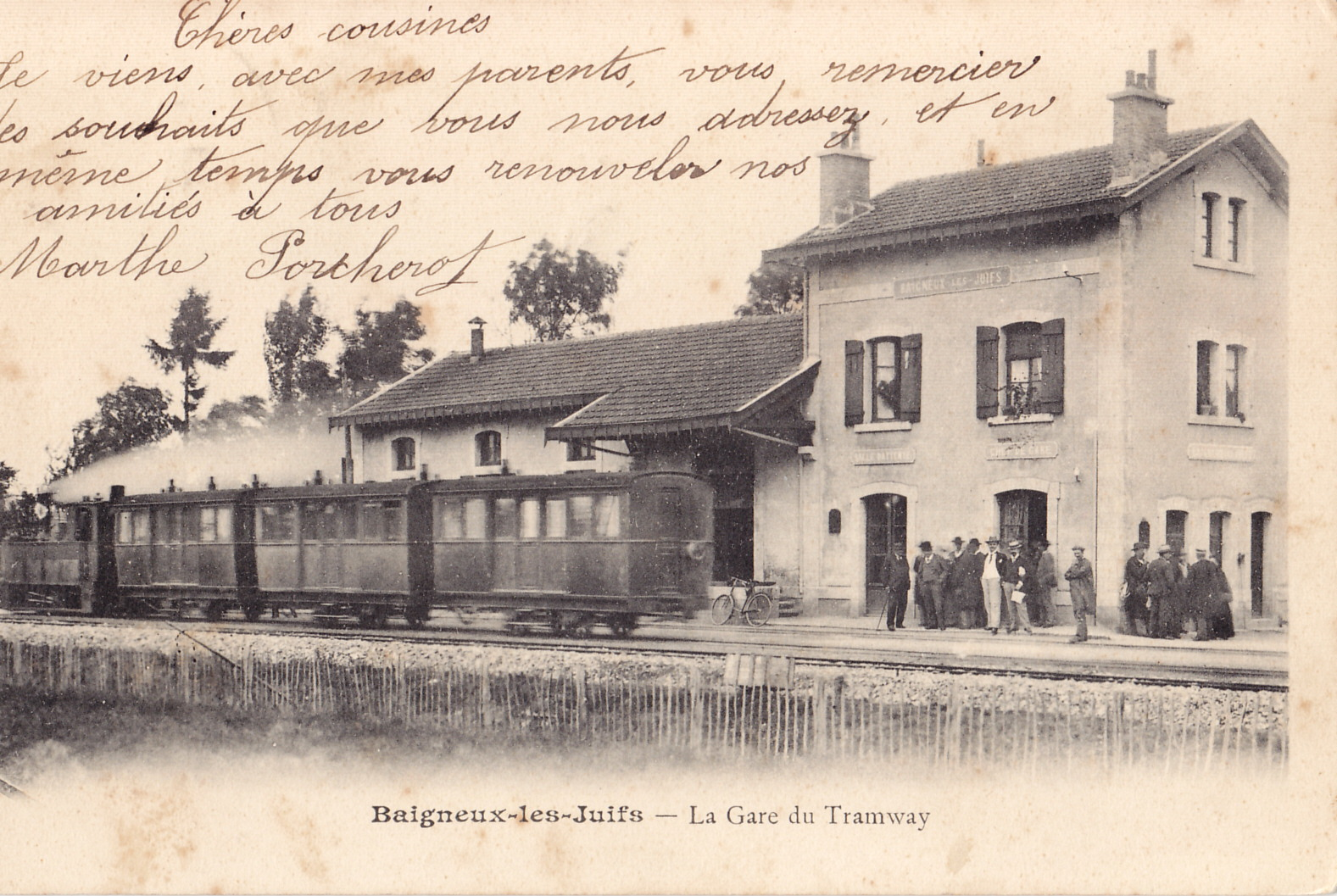
Le terminus de l'antenne de Baigneux-les-Juifs.

L'ouverture des lignes s'effectua entre 1891 et 1922.
Ligne de Dijon à Champlitte, (60 km)
- Dijon Porte-Neuve - Fontaine-Française 2 mars 1891 ; (Sainte Apollinaire - Varois - Arc-sur-Tille - Magny - Mirebeau-sur-Bèze - Beaumont-sur-Vingeanne - Dampierre-sur-Vingeanne - Fontenelle)
- Dijon Porte-Neuve - Dijon-Ville 12 avril 1892 ;
- Fontaine-Française - Pouilly-sur-Vingeanne 1er juin 1895 ;
- Pouilly-sur-Vingeanne - Mornay 15 juin 1898 ;
- Mornay - Champlitte (Haute-Saône) 10 septembre 1903[3].

Ligne de Dijon à Châtillon-sur-Seine, (105 km)
- Châtillon-sur-Seine - Aignay-le-Duc 9 mars 1891 ;
- Dijon Porte-Neuve - Val-Suzon-Haut le 15 septembre 1903[3] ; (Ahuy - Vantoux - Messigny)
- Val-Suzon-Haut - Saint-Seine-l'Abbaye le 15 décembre 1903[3] ;
- St-Seine-l'Abbaye - Lamargelle 1er septembre 1913 ;
- Lamargelle - Aignay-le-Duc 3 juin 1914. (Poiseul-La-Grange - Echalot - Etalente)

Ligne de Vaurois à Baigneux-les-Juifs, (23 km), 1er décembre 1895.
Ligne de Beaune à Semur-en-Auxois, (101 km)
- Beaune - Arnay-le-Duc 16 mars 1891 ;
- Saulieu - Semur 11 mai 1891 ;
- Saulieu - Arnay-le-Duc 3 juillet 1895 ;
- raccordement avec Semur-P.L.M. 9 septembre 1897.

Ligne de Gevrey-Chambertin à Beaune, (45 km), 1er octobre 1921.
Ligne Meuilley à Nuits-Saint-Georges, (7 km), 11 août 1922.
Une fois l'ouverture des lignes de jonction achevée, le centre névralgique du réseau se trouva à Dijon, où existaient trois gares :
- Dijon - Ville, située à proximité de la gare PLM, sur le boulevard Sévigné ;
- Dijon - Porte Neuve, à proximité de la gare de Dijon-Porte-Neuve (PLM). La gare initiale, devenue trop exigüe dès l'ouverture de la ligne de St-Seine-l'Abbaye, devait être déplacée sur un immense terrain situé à la Boudronnée. Les travaux de construction, retardés par la première guerre mondiale, ne débutèrent qu'au milieu des années 1920. 
 Seuls les ateliers entrèrent réellement en fonctionnement vers 1928, avant l'interruption des chantiers au début des années 1930. Après avoir investi plus de 18 millions de francs dans cet ensemble, le département le transformait dès 1934 en vaste champ de voies de garage pour le matériel roulant ;
- Dijon - Canal, située à la barrière de Beaune, qui permettait le transit de marchandises avec le canal de Bourgogne, et servit de point de départ de la ligne de Dijon-Canal à Gevrey-Chambertin, après son intégration à la régie départementale en 1921.

## Exploitation
- 1891 à 1909 : Compagnie des chemins de fer du Sud de la France (SFCO)
- 1910 à 1921 : Régie départementale Tramways Départementaux de la Côte-d'Or (TDCO)
- 1922 à 1933 : Régie départementale Chemins de Fer Départementaux de la Côte-d'Or (CDCO)
- 1934 à 1948 : Régie co-intéressée avec la Société générale des transports départementaux (SGTD)

## Matériel roulant

### Locomotives

#### Locomotives à vapeur
| Illustration | Modèle / type                      | N° de const   | Nombre | Numéros | En service | Hors service | Remarques                                                                 |
| ------------ | ---------------------------------- | ------------- | ------ | ------- | ---------- | ------------ | ------------------------------------------------------------------------- |
|              | Schneider et Cie 031T (C1′ t)      | 2456 à 2467   | 12     | 1-12    | 1890-1891  |              |                                                                           |
|              | Corpet-Louvet 031T (C1′ t)         | 582-584       | 3      | 13-15   | 1893-1894  | 1922*        | * n°13 et 14 vendues aux Chemins de fer départementaux des Ardennes (CA). |
|              | Pinguely 031T (C1′ t)              | 306           | 1      | 16      | 1911       |              |                                                                           |
|              | Corpet-Louvet 030T (C t)           |               | 2      | 20-21   | 1896-1897  |              |                                                                           |
|              | SACM 130T (1′C t)                  |               | 2      | 30-31   | 1898       |              |                                                                           |
|              | Pinguely 130T (1Ct)                | 169-173       | 5      | 32-36   | 1903       |              |                                                                           |
|              | Établissements Piguet 130T (1′C t) | 48-50         | 3      | 37-39   | 1912       |              |                                                                           |
|              | Corpet-Louvet 1′C t (130T)         | 1451-1454     | 4      | 40-43   | 1914       |              |                                                                           |
| 1455-1458    | Corpet-Louvet 1′C t (130T)         | 4             | 44-47  | 1921    |            |              |                                                                           |
|              | Orenstein & Koppel 050T (Et)       | 10926 & 10927 | 2      | 50-51   | 1925       |              |                                                                           |

### Voitures
Voitures voyageurs à deux essieux, plates-formes centrales, livrées en 1891
- 14 voitures de 1re classe,
- 44 voitures de 2e classe.

Voitures voyageurs à bogies, acquises en 1897 auprès du tramway du Raincy à Montfermeil
- 4 voitures de 1re et 2e classe.

Voitures voyageurs à bogies, plates-formes extrêmes, livrées en 1905
- 14 voitures de 1re et 2e classe,
- 14 voitures de 2e classe.

### Wagons de marchandises
- Wagons couverts : environ 150 unités ;
- Wagons tombereaux: environ 120 unités ;
- Wagons plats : environ 100 unités.

## Vestiges et matériels sauvegardés

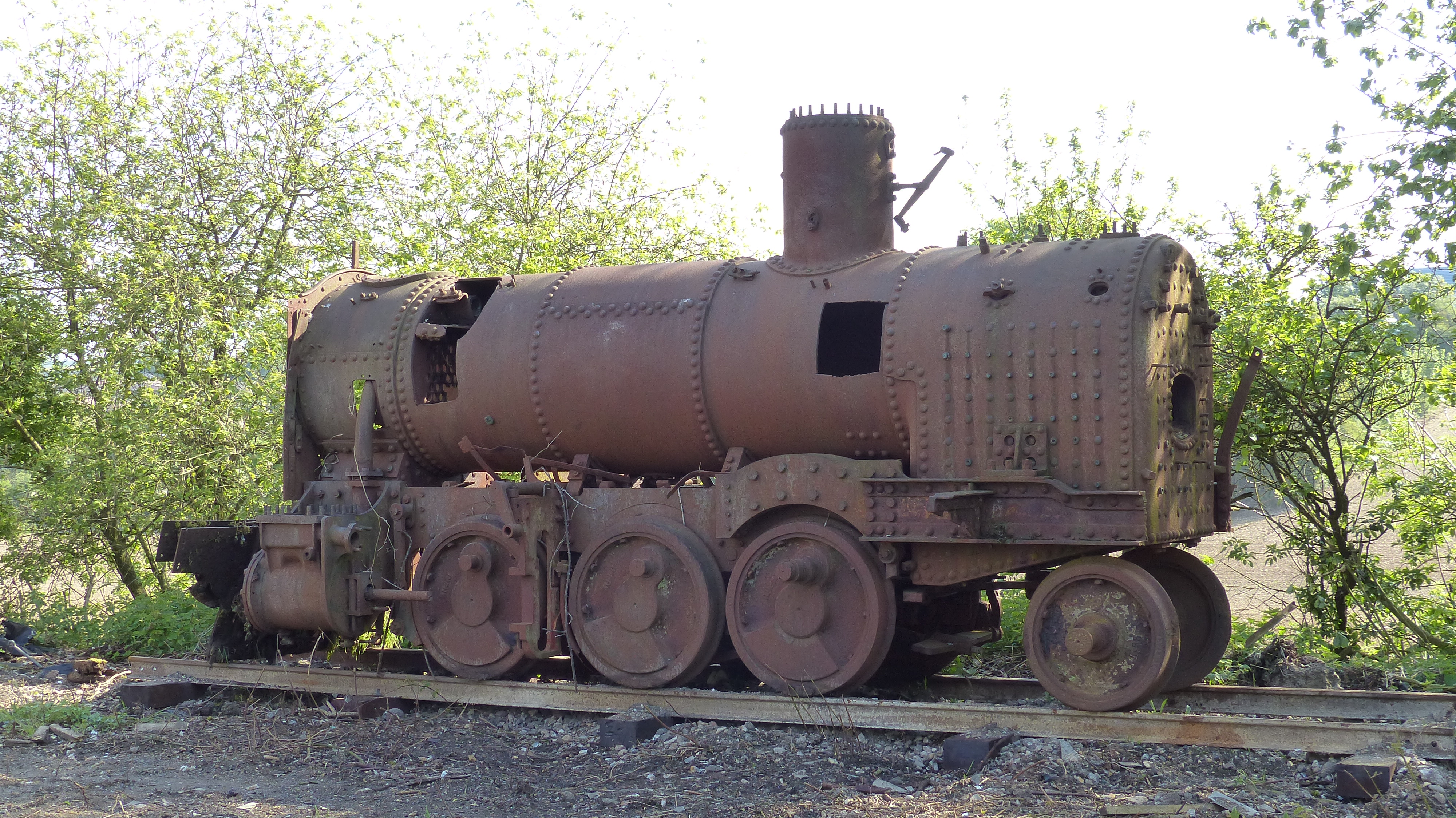
La 031T no 12 des CDCO à Crèvecœur

Peu de matériel subsiste de cet important réseau.
Les voitures voyageurs sont radiées avant 1938, à l'exception de deux exemplaires à bogies, de quelques autres à essieux, et d'une voiture-salon,  affectées à la ligne électrifiée de Dijon-Canal à Gevrey-Chambertin.
Les caisses des voitures à essieux furent vendues à des particuliers, ce qui permit au Musée des tramways à vapeur et des chemins de fer secondaires français de récupérer celle de la B 22, près de Plombières-les-Dijon, en 2015.
Pour les locomotives à vapeur, la vente en 1942 à la Deutsche Reichsbahn de deux unités, immatriculées 99 5631 et 99 5632 permit à ces machines de circuler jusqu'en 1957 et 1966.
La 031T Schneider n° 12 a participé au chantier de construction du Mur de l'Atlantique. Après la fin de la deuxième guerre mondiale, elle est conservée chez un récupérateur de métaux à Saint-Valery-sur-Somme. 

Il reste uniquement le châssis et la chaudière. ILs sont depuis avril 2014, entreposés sur le site du musée du MTVS à Crèvecœur-le-Grand (Oise).